# Черкевич, Эд
Адо́льф (Эд) Черке́вич (англ. и пол. Adolph "Ed" Czerkiewicz; 8 июля 1912, Уэст-Уорик, Род-Айленд, США — 1946) — американский футболист, правый защитник, игрок сборной США, участник чемпионата мира 1934 года.

## Карьера

### Клубная
Эд Черкевич начал карьеру в клубе «Потакет Рейнджерс» Американской Футбольной Лиги. Дважды подряд, в 1934 и 1935 году, клуб Эда уступал кубок США командам «Стикс, Бэр и Фуллер» и «Сент-Луис Сентрал Бруэриз», неизменно проигрывая в финале. Затем Эд перешёл в «Нью-Йорк Американс». После сезона, проведённого в этом клубе, Черкевич сменил его на «Бруклин Сент Мэриз Селтик», с которым вновь проиграл в финале кубка. В 1939 году он наконец выиграл кубок у команды «Чикаго Манхэттен Бир». В начале второй мировой войны Черкевич служил в американской армии, а после вернулся в футбол, и вновь не сумел покорить кубок США, проиграв в финале 1942 года.

### В сборной
Черкевич провёл лишь два матча в составе сборной США: отборочную игру с Мексикой накануне чемпионата мира 1934 и стартовый матч турнира с итальянцами, оказавшийся единственным для американцев на этом турнире.
| Матчи и голы Эда Черкевича за сборную США | Матчи и голы Эда Черкевича за сборную США | Матчи и голы Эда Черкевича за сборную США | Матчи и голы Эда Черкевича за сборную США | Матчи и голы Эда Черкевича за сборную США | Матчи и голы Эда Черкевича за сборную США | Матчи и голы Эда Черкевича за сборную США |
| ----------------------------------------- | ----------------------------------------- | ----------------------------------------- | ----------------------------------------- | ----------------------------------------- | ----------------------------------------- | ----------------------------------------- |
| №                                         | Дата                                      | Место проведения                          | Соперник                                  | Счёт                                      | Голы                                      | Турнир                                    |
| 1                                         | 24 мая 1934                               | Рим, Италия                               | Мексика                                   | 4:2                                       | -                                         | Отборочный матч к ЧМ 1934                 |
| 2                                         | 27 мая 1934                               | Рим, Италия                               | Италия                                    | 1:7                                       | -                                         | Чемпионат мира 1934                       |

Итого: 2 матча / 0 голов; 1 победа, 0 ничьих, 1 поражение.